# Rhabdogaster oldroydi
Rhabdogaster oldroydi là một loài ruồi trong họ Asilidae. Rhabdogaster oldroydi được Lindner miêu tả năm 1973.